# Małęczyn (powiat radomski)
Małęczyn – wieś w Polsce położona w województwie mazowieckim, w powiecie radomskim, w gminie Gózd.
Administracyjnie na trenie wsi utworzono dwa sołectwa.
W latach 1975–1998 miejscowość administracyjnie należała do województwa radomskiego.

## Położenie
Małęczyn to rozległa miejscowość licząca 1835 mieszkańców, granicząca z Radomiem, skąd można dojechać autobusem linii nr 24 (od ul. Słowackiego przez ul. Skaryszewską i Janów). 
Wieś jest siedzibą rzymskokatolickiej parafii św. Andrzeja Boboli. We wsi działa Publiczna Szkoła Podstawowa.

## Części wsi
| SIMC    | Nazwa          | Rodzaj    |
| ------- | -------------- | --------- |
| 0621334 | Pieńki         | część wsi |
| 0621340 | Stary Małęczyn | część wsi |
| 0621357 | Stawek         | część wsi |

## Historia, zabytki i miejsca pamięci
Nazwa "Małęczyn" pojawia się już w Kronice Jana Długosza. Mówi o nim również Słownik geograficzny Królestwa Polskiego i innych krajów słowiańskich z XIX wieku.
Pod koniec XIX wieku w Małęczynie, liczącym 269 mieszkańców, znajdowało się 35 domów i młyn wodny. W tym czasie wybudowano tu dwa wiatraki, lecz po nich także dzisiaj nie ma już śladu.

### Nieistniejący dwór szlachecki
W miejscu obecnych stawów przy ul. ks. Ignacego Ziembickiego znajdował się dwór szlachecki. Został on rozebrany około 1864 roku, po upadku powstania styczniowego. Ród, który zamieszkiwał gród, wygasł ok. roku 1885. Wtedy to ostatnia dziedziczka zmarła tragicznie po upadku z konia. Na pamiątkę tego wydarzenia ufundowano kapliczkę, która stoi do dziś na podwórku pp. Linowskich przy ul. Lubelskiej. Fundatorami figury byli Jakub Dąbrowski i jego żona Marianna z domu Potocka.

### Pomnik białoruskich pilotów
11 kwietnia 2010 roku we wsi odsłonięto pomnik upamiętniający białoruskich pilotów, którzy 30 sierpnia 2009 roku zginęli w pobliżu wsi w katastrofie lotniczej myśliwca Su-27 podczas Radom Air Show.